# Ja, szpieg
Ja, szpieg (ang. I Spy) – amerykańska komedia sensacyjna z 2002 roku w reżyserii Betty Thomas.

## Fabuła
Bohaterem filmu jest zawodowy bokser, który został zwerbowany do pracy w agencji wywiadowczej i zostaje tajnym agentem rządowym. Film jest kinową wersją serialu, który z dużym powodzeniem był emitowany w amerykańskiej telewizji w latach 1965–68.

## Obsada
- Eddie Murphy – Kelly Robinson
- Gary Cole – Carlos
- Phill Lewis – Jerry
- Darren Shahlavi – Cedric Mills
- Blake Lirette – The Blade
- Owen Wilson – Alexander Scott
- Famke Janssen – Rachel
- Malcolm McDowell – Gundars
- Sugar Ray Leonard – Komentator
- Viv Leacock-T.J.

## Zdjęcia
Zdjęcia realizowane były na terenie Węgier (Budapeszt), Stanów Zjednoczonych (El Segundo) i Kanady (Vancouver).